# Microphor crassipes
Microphor crassipes är en tvåvingeart som beskrevs av Macquart 1827. Enligt Catalogue of Life ingår Microphor crassipes i släktet Microphor och familjen styltflugor, men enligt Dyntaxa är tillhörigheten istället släktet Microphor och familjen smådansflugor. Arten är reproducerande i Sverige. Inga underarter finns listade i Catalogue of Life.